# Pezinok
Pezinok (în germană Bösing, în maghiară Bazin) este un oraș din Slovacia cu 21.819 locuitori.

## Demografie
| An:                | 1994   | 2004   | 2014   | 2024    |
| ------------------ | ------ | ------ | ------ | ------- |
| Număr de persoane: | 21.552 | 21.147 | 22.129 | 24.375  |
| Diferență:         |        | −1,87% | +4,64% | +10,14% |

| An:                | 2023   | 2024   |
| ------------------ | ------ | ------ |
| Număr de persoane: | 24.506 | 24.375 |
| Diferență:         |        | −0,53% |